# Josep Rull
Josep Rull Andreu (Tarrasa, Barcelona, 2 de septiembre de 1968) es un político y abogado español, presidente del Parlamento de Cataluña desde el 10 de junio de 2024. Fue  consejero de Territorio y Sostenibilidad de la Generalidad de Cataluña hasta el 28 de octubre de 2017. Entre el 17 de enero y el 10 de julio de 2018 fue diputado en el Parlamento de Cataluña en la XII legislatura por la coalición electoral Junts per Catalunya.
Fue investigado por la Fiscalía del Tribunal Superior de Justicia de Cataluña por presuntos delitos de prevaricación, rebelión, desobediencia al Tribunal Constitucional y malversación de caudales públicos, tras firmar el Decreto autonómico para convocar al referéndum de independencia, junto con los demás miembros del Gobierno autonómico. Condenado por el Tribunal Supremo por el delito de Sedición en 2019.
Fue indultado en 2021 por el Gobierno español.

## Biografía
Nacido en 1968 en el municipio de Tarrasa (Barcelona), se licenció en derecho por la Universidad Autónoma de Barcelona y especializado en administración pública. Empezó a trabajar en 1993 en los servicios jurídicos de la Asociación Catalana de Municipios y en la Junta de Residuos de Cataluña, siendo el responsable de relaciones institucionales entre 1995 y 1997. 
En 1986 empezó a militar en la Joventut Nacionalista de Catalunya (JNC) siendo secretario general de esta entre 1984 y 1988. En 1989 empezó a militar en Convergencia Democrática de Cataluña (CDC) siendo elegido también en 1992 consejero nacional y en 1995 miembro de la Ejecutiva Nacional. 
En 1997 fue elegido diputado en el Parlamento de Cataluña siendo nombrado Portavoz Adjunto del Grupo Parlamentario de CiU y Portavoz en la Comisión de Política Territorial, Institucional, Fomento e Interior (en diferentes legislaturas). En 2010, fue elegido Secretario Tercero de la Mesa del Parlamento siendo reelegido en 2012.
A su vez, en 2011 fue nombrado Secretario de Organización de CDC dando paso a una nueva generación política de personas más jóvenes. En 2014 fue nombrado coordinador general del partido.
En 2003 fue nombrado cabeza de lista de CIU en el Ayuntamiento de Tarrasa aunque no consiguió ser elegido alcalde. En 2007 y 2011 volvió a repetir sin conseguir su objetivo. Entre 2003 - 2012 fue el presidente del Grupo Municipal de CiU. Como correspondencia como diputado y concejal municipal, ha ocupado diferentes cargos en diferentes entidades y empresas públicas como en el Instituto Municipal de Cultura y Deporte, el Instituto de Salud Pública, etc.

## Causa judicial
El 27 de octubre de 2017, el gobierno autonómico firmó el decreto para convocar el referéndum de independencia, tras el cual declaró la independencia de Cataluña de forma unilateral. Al mismo tiempo, el Gobierno de España activaba el artículo 155 de la Constitución española de 1978
 por el que cesaba a Rull, y a todos los consejeros del gobierno regional de la Generalitat de sus cargos y funciones políticas.
Poco después, el fiscal general del Estado anunciaba querellas por los delitos de rebelión, sedición y malversación contra todos los constituyentes del gobierno autonómico.
El 2 de noviembre de 2017, la jueza de la Audiencia Nacional Carmen Lamela dictó como medidas cautelares en el proceso de juzgamiento de los delitos impuestos por la fiscalía el encarcelamiento sin fianza de Rull. A pesar de que abandonó la prisión bajo fianza, el 23 de marzo el juez Pablo Llarena decretó de nuevo su prisión sin fianza, siendo ingresado en el centro penitenciario Madrid VII de Estremera.
El 4 de julio de 2018 fue trasladado al centro penitenciario Lledoners, en la provincia de Barcelona.  Durante diciembre de 2018 realizó una huelga de hambre para denunciar su situación. El 1 de febrero de 2019 fue trasladado de nuevo a la prisión madrileña de Soto del Real en un autocar de la Guardia Civil, para hacer frente al juicio que comenzó el 12 de febrero.
El Tribunal Supremo juzgó a 12 líderes catalanes, entre ellos a Josep Rull, por el referéndum y la declaración unilateral de independencia de 2017. El juez Llarena acusó a Josep Rull de los delitos de rebelión y malversación de caudales públicos. El auto sostenía que su aportación al procés había sido "significada" desde que el 30 de marzo de 2015 firmó el acuerdo por la independencia con las entidades soberanistas en nombre de Convergència i Unió y había sido "partícipe en múltiples reuniones definitorias de las estrategias de la independencia". El juez le acusó de haber impedido que un ferry con policías nacionales atracara en el puerto de Palamós buscando con ello la celebración del referéndum. La petición de penas en el escenario judicial de investigado, anteriormente denominado imputado, por los delitos de rebelión y malversación, quedó de la siguiente forma, la Fiscalía General del Estado solicitó la pena de 16 años de prisión y la Abogacía del Estado redujo la petición a 11 años.

### Condena
El lunes 14 de octubre de 2019, el Tribunal Supremo sala de lo penal, emitió la sentencia de la causa penal seguida contra los 12 líderes catalanes del procés, a Josep Rull, le condenó a 10 años y seis meses de prisión por sedición e inhabilitación absoluta, siendo absuelto del cargo de rebelión.